# SYNGR3
SYNGR3 (англ. Synaptogyrin 3) – білок, який кодується однойменним геном, розташованим у людей на 16-й хромосомі. Довжина поліпептидного ланцюга білка становить 229 амінокислот, а молекулярна маса — 24 555.
| 10         |  | 20         |  | 30         |  | 40         |  | 50         |
| ---------- |  | ---------- |  | ---------- |  | ---------- |  | ---------- |
| MEGASFGAGR |  | AGAALDPVSF |  | ARRPQTLLRV |  | ASWVFSIAVF |  | GPIVNEGYVN |
| TDSGPELRCV |  | FNGNAGACRF |  | GVALGLGAFL |  | ACAAFLLLDV |  | RFQQISSVRD |
| RRRAVLLDLG |  | FSGLWSFLWF |  | VGFCFLTNQW |  | QRTAPGPATT |  | QAGDAARAAI |
| AFSFFSILSW |  | VALTVKALQR |  | FRLGTDMSLF |  | ATEQLSTGAS |  | QAYPGYPVGS |
| GVEGTETYQS |  | PPFTETLDTS |  | PKGYQVPAY  |  |            |  |            |

A: Аланін

C: Цистеїн

D: Аспарагінова кислота

E: Глутамінова кислота

F: Фенілаланін

G: Гліцин

I: Ізолейцин

K: Лізин

L: Лейцин

M: Метіонін

N: Аспарагін

P: Пролін

Q: Глутамін

R: Аргінін

S: Серин

T: Треонін

V: Валін

W: Триптофан

Задіяний у такому біологічному процесі, як ацетилювання. 
Локалізований у мембрані, клітинних контактах, цитоплазматичних везикулах, синапсах.